# We Will Rock You (musical)

Placa de We Will Rock You no Japão

We Will Rock You (abreviado WWRY) é um musical de jukebox baseado nas canções da banda Queen e nomeado a partir do single homônimo. O musical foi escrito pelo comediante e autor inglês Ben Elton em parceria com os membros do Queen Brian May e Roger Taylor.
Em 2016, esteve em cartaz no Brasil no Teatro Santander (São Paulo) de 24 de março à 31 de julho do mesmo ano. No elenco, nomes como Alírio Netto (Galileo), Beto Sargentelli (Galileo alternante), Livia Dabarian (Scaramouche), Felipe de Carolis (Toca), Rodrigo Miallaret (Toca alternante), Fred Silveira (Khashoggi), Andrezza Massei (Killer Queen), Thais Piza (Oz) e Nicholas Maia (Brit).